# Katarzyna Kulczak
Katarzyna  Maria Kulczak.  po mężu Tomaszek (ur. 25 września 1954 w Bydgoszczy) – polska kajakarka, medalistka mistrzostw świata, olimpijka z Montrealu 1976.
Karierę sportową rozpoczęła w roku 1965 w klubie Zawisza Bydgoszcz od pływania, aby w roku 1972 zostać kajakarką. Mistrzyni Polski w konkurencji K-1 na dystansie 500 metrów w latach 1975, 1977 i na dystansie 1000 metrów w roku 1977.
Brązowa medalistka mistrzostw świata w roku 1975 w konkurencji K-2 na dystansie 500 metrów (partnerką była Maria Kazanecka).
Uczestniczka mistrzostw świata w roku 1977 w konkurencji K-4 na dystansie 500 metrów (5. miejsce) i w konkurencji K-2 na dystansie 500 metrów (6. miejsce).
Na igrzyskach olimpijskich w 1976 roku w Montrealu wystartowała w konkurencji K-2 na dystansie 500 metrów (partnerką była Maria Kazanecka). Polska osada zajęła 6. miejsce.